# 從屬國
從屬國（英語：Client state），又称附屬國、屬國、仆从国，是指一個國家在政治、經濟、軍事、外交等領域，依附于另一個更強大國家之下。具体可分为衛星國、聯繫邦、傀儡政權、新殖民地、保護國、附庸國、朝貢國等一系列受其他国家不同程度影响的依附性政权。

## 古代

### 波斯、希臘和羅馬
波斯和帕提亞的安息帝國、希臘城邦和古羅馬等古代國家有時會通過讓國家領導人屈服、並要求其必須提供貢品和士兵來使對方成為從屬國。例如，古雅典會迫使較弱的國家加入提洛同盟，並在某些情況下對它們實行民主政府。後來，馬其頓的腓力二世也同樣強行建立了科林斯同盟。最多產的從屬國使用者之一是羅馬共和國，其擊敗敵國後通常不會將其併入領土，而是使其成為從屬國（例如法羅斯的德米特里），這一政策一直持續到公元前一世紀，共和國成為羅馬帝國為止。有時，附庸國並非曾經的敵國，而是羅馬所幫助的王位覬覦者，希律大帝就是一個著名的例子。隨著封建制度開始佔據主導地位，附庸國的存在橫跨了整個中世紀。

### 鄂圖曼帝國
朝貢國或附庸國的數量隨著時間的推移而變化，但值得注意的是克里米亞汗國、瓦拉幾亞、摩爾達維亞、特蘭西瓦尼亞、麥加謝里夫國和亞齊蘇丹國。

## 19世紀至20世紀

### 俄國
- 塞爾維亞公國

### 大清
- 阮朝
- 朝鮮王朝
- 琉球國
- 貢榜王朝
- 龍坡邦王國
- 蘇祿蘇丹國
- 拉達那哥欣王國
- 蘭芳共和國
- 浩罕汗國
- 杜蘭尼王朝
- 坎巨提
- 哈薩克汗國
- 尼泊爾王國

### 法國
- 義大利王國 (拿破崙時代)

### 大英帝国
- 英属印度-土邦
- 海峡殖民地-馬來屬邦

### 日本
- 滿洲國
- 大韓帝國[3]
- 朝鮮國（甲午戰爭後）
- 琉球國 （琉球处分前，現沖繩縣）
- 緬甸國
- 菲律賓第二共和國
- 自由印度臨時政府
- 蒙疆聯合自治政府
- 汪精卫国民政府
- 中華民國臨時政府
- 冀東防共自治政府
- 上海市大道政府
- 柬埔寨王國（1945年3月9日至1945年10月16日）
- 越南帝國

### 納粹德国
- 維琪法國
- 斯洛伐克
- 克羅埃西亞
- 阿爾巴尼亞

### 美国
冷战时期，美国作为自由世界的领袖，许多反对共产主义的国家追随其政策。
- 北大西洋公約組織會員：
  -  比利时
  -  加拿大
  -  丹麦
  -  法國（1966年退出北約指揮機構）
  -  冰島
  -  義大利
  -  盧森堡
  -  荷蘭
  -  挪威
  -  葡萄牙
  -  英国（1949年起加入北約，1958年美英共同防禦協定）
  -  希腊（1952起加入北約，美希軍事援助協定）
  -  土耳其（1951年起美土相互防禦援助協議，1952起加入北約）
  -  西德（1955起加入北約）
  -  西班牙（1953年起美西軍事援助條約，1982起加入北約）
- 太平洋安全保障條約：
  -  新西兰
- 東亞國家：
  -  中華民國（1945–1949、1949–1979，臺灣海峽中立化、中美共同防禦條約）
  -  日本（1951年起美日安全保障條約、美日安保條約）
  -  （1953年起美韓共同防禦條約）
- 東南亞公約組織在東南亞的會員：
  -  菲律賓（菲律宾第四共和国，1951年起美菲聯防條約）
  -  泰國
- 其他東南亞國家：
  -  新加坡
  -  印尼（1967–1998）
  -  越南共和国（1955–1975，美越互助防禦條約）
  -  高棉共和國（1970–1975）
- 中部公約組織在西亞與阿拉伯地區的會員：
  -  伊朗（1941–1979）
  -  伊拉克王國（1955–1959）
  -  巴基斯坦（1959起美巴合作防禦條約）
- 其他西亞與阿拉伯地區的國家：
  -  以色列（非北約盟友）
  -  埃及（1974年起美埃防禦協議）
  -  沙烏地阿拉伯
  -  北也門（1962–1990）
  -  摩洛哥（1987起美摩防禦協議）
- 美洲國家：
  -  智利（1973–1990）
  -   (1955年起美哥相互防禦援助協議）
  -  古巴（1902–1959）
  -   (1933-1949年）
  -  尼加拉瓜（1936–1979）
  -  巴拿马 (1903-1964年）
  -  秘魯 (1952年起美秘相互防禦援助協議）
- 非洲國家：
  -  埃塞俄比亚帝国（至1974年）
  -  利比里亚
  -  南非（1948–1994）
  -  （1971–1997）

### 蘇聯
- 中华苏维埃共和国
- 東突厥斯坦共和國（1944–1946）
- 華沙公約組織和經濟互助委員會會員：
  -  阿爾巴尼亞（1946-1968）
  -  保加利亞人民共和國
  -  古巴
  -  捷克斯洛伐克社會主義共和國
  -  東德（1949-1990）
  -  匈牙利人民共和国
  -  蒙古
  -  波蘭人民共和國
  -  羅馬尼亞
  -  越南
    -  柬埔寨人民共和國（1979–1989）

  -  阿富汗民主共和國（1979–1989）
- 中华人民共和国（直到 中蘇交惡）
- 朝鮮民主主義人民共和國（1949-1991）
- 衣索比亞人民民主共和國（1974–1991（德爾格 至 1987年））
- 南也門
- 南斯拉夫（直到蘇南衝突）

## 21世紀类似從屬國的政体
| 從屬國国旗 | 從屬國         | 地圖 | 宗主國国旗 | 宗主國       | 地圖 | 歷經時間 | 條約依憑                       | 參考註釋 |
| ---------- | -------------- | ---- | ---------- | ------------ | ---- | -------- | ------------------------------ | --- |
|            | 北賽普勒斯     |      |            | 土耳其共和国 |      | 1974年－ | 塞浦路斯问题、塞浦路斯安南计划 | 1960年8月16日，賽普勒斯共和國宣告成立。随后希土两族摩擦不断。1974年，塞浦路斯国民警卫队领导发动军事政变，企图将塞浦路斯并入希腊。兩族因為制憲問題爆發嚴重的流血衝突。土耳其同年随后入侵武装干涉。 1975年2月，土耳其族在土耳其政府的支持下在尼古西亞以北建立了北賽普勒斯土耳其共和國，但僅獲土耳其承認。                           |
|            | 德涅斯特河沿岸 |      |            | 俄羅斯聯邦   |      | 1990年－ | 苏联解体、德涅斯特河沿岸战争   | 2006年的全民公投，97%的选票支持该地區独立并在未来加入俄罗斯联邦，94%的选民反对放弃独立成为摩尔多瓦的一部分。2014年3月，德涅斯特河沿岸摩尔达维亚共和国最高苏维埃主席米哈伊尔·博拉（Mikhail Burla）向俄罗斯国家杜马（国会下议院）主席谢尔盖·纳雷什金提出了请求，要求加入俄罗斯联邦。                                                |
|            | 阿布哈茲       |      |            | 俄羅斯聯邦   |      | 1991年－ | 苏联解体、南奥塞梯战争         | 2008年8月，在南奥塞梯战争爆发之后，阿布哈茲在俄罗斯军队的帮助下驱逐了領土上的所有格鲁吉亚军事力量，完全控制了宣称的全部領土并再次宣示它的独立地位。但是这个国家不为联合国与国际上多数国家承认。阿布哈兹与南奥塞梯不同的是，未来不寻求和俄罗斯联邦进行政治上的合并，但会维持更加紧密的合作关系。                                   |
|            | 南奥塞梯       |      |            | 俄羅斯聯邦   |      | 1991年－ | 苏联解体、俄格战争             | 俄罗斯于2008年俄格战争后首先承认南奧塞提亞并建交。2016年5月30日，南奥塞梯共和国将在2017年4月就加入俄联邦的问题举行全民公投，总统列昂尼德∙季比洛夫与议会主席阿纳托利·比比洛夫已于26日签署了相关声明。 南奧塞提亞的官員表示，他們將允許俄羅斯在當地設立軍事基地，在幾年內，南奥塞梯將與俄羅斯自治共和國北合併，成為俄羅斯的一部份。 |